# Scarborough (Trynidad i Tobago)
Scarborough – miasto w Trynidadzie i Tobago; w południowej części wyspy Tobago; nad Oceanem Atlantyckim; 17 tys. mieszkańców (2006); ośrodek turystyczny i główna miejscowość wyspy; muzeum Tobago; port rybacki; port lotniczy Crown Point; ogród botaniczny.